# William Gouge

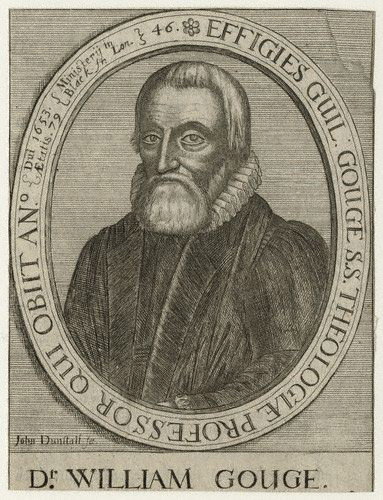
William Gouge, 1654,gravure par John Dunstall.

William Gouge (1575-1653) est un religieux anglais et un auteur. Il est pasteur et prédicateur à l’église Sainte-Anne (en) durant quarante-cinq ans, à partir de 1608, et membre de l'assemblée de Westminster dès 1643.

## Biographie
Il est né à Stratford-at-Bow, dans le Middlesex, et baptisé le 6 novembre 1575. Il va à l'école de Felsted, à la St Paul's School de Londres, à l’Eton College, et au King's College de Cambridge. Il obtient sa licence de lettres en 1598 et une maîtrise de lettres en 1601,,
Avant de partir à Londres, il est conférencier et membre du conseil universitaire de Cambridge. Il provoque presque une émeute par son plaidoyer pour le ramisme qu’il place au-dessus des méthodes traditionnelles d’Aristote (cette histoire sur Gouge, qui est maître de conférences en logique, est mentionné dans l’ouvrage de Wilbur Samuel Howell Logic and Rhetoric in England 1500-1700 de 1956 comme un compte rendu de Samuel Clark, et ne peut pas être daté de manière fiable).
A Blackfriars, il est au départ assistant de Stephen Egerton), puis conférencier,.
Il propose l'un des premiers schémas dispensationnalistes. Il intéresse Sir Henry Finch dans l'ouvrage Calling of the Jews, et publia sous son propre nom; cela lui vaut une période d'emprisonnement en 1621 car la publication déplait au roi Jacques Ier d'Angleterre.
Bien qu'il ait atteint un âge supérieur à 70 ans, il assiste à l'assemblée de Westminster, et est fait président en 1644 du comité qui ébauche la Confession de foi de Westminster. Les autres membres du comité sont John Arrowsmith, Cornelius Burges, Jeremiah Burroughs, Thomas Gataker, Thomas Goodwin, Joshua Hoyle, Thomas Temple, et Richard Vines. Il fut aussi connu comme assesseur.

## Of Domesticall Dutieset la famille
Of Domesticall Duties (1622) est un texte populaire et approfondi de son époque sur la vie de famille,. Il argumenta sur le fait que le mari et la femme devrait être partenaire dans le mariage, et ce livre fut un important livre de règles de conduite de cette période qui connut de nombreuses rééditions,.
Gouge est lui-même père de treize enfants. Sa femme Elizabeth, née Calton et orpheline, meurt peu de temps après la naissance de son troisième enfant. Ils se marient au début des années 1600, en réalité par arrangement, quand Gouge cède à la pression de sa famille,,. Elizabeth cesse d'être la femme d'un ministre de l'Essex, John Huckle, et reçoit des éloges après sa mort.
Son enseignement sur la soumission féminine est combattu même dans sa propre congrégation. Il encourage les mariages d'amour.

## Autres écrits
Selon Ann Thompson, The Whole Armor of God (1615) illustre le changement de la « foi transcendante » de William Perkins et Samuel Ward, à la « foi immanente » dans la génération suivante d'écrivains puritains.
Dans God's Three Arrows: Plague, Famine, Sword (1625 et 1631), il mentionna  l'idée que la peste touchait des victimes en plus grand nombre chez les pauvres parce qu'ils étaient plus facilement exposés. They should not be allowed to flee affected areas, and nor should magistrates and the aged; but others may properly do so,. Il soutint l'idée de guerre religieuse comme d'autres théologiens protestants de son époque,.
Un Commentary on the Whole Epistle to the Hebrews (commentaire sur l'ensemble de l'épitre aux Hébreux) sortit en 1655 en trois volumes, complété par des sermons résumés. Il fut imprimé par Thomas Gouge (1605-1681), son fils le plus âgé. Il fut réimprimé plus tard par James Nichol d'Edinbourgh, en 1866.

## Ouvrages (en anglais)
- The Whole Armor of God (1615)
- Of Domestical Duties (1622)
- The dignitie of chiualrie (1626) sermon à la compagnie d'artillerie de Londres
- A Short Catechism (1635)
- A Recovery from Apostacy (1639)
- The Sabbath's Sanctification (1641)
- The Saint's Support (1642) sermon de jeûne au parlement
- The Progress of Divine Providence (1645)
- Commentaires sur l'épître aux "Hébreux" (1655)

## Famille
Quatre de ses oncles sont connus comme puritains: Laurence Chaderton et William Whitaker se marièrent avec les sœurs de sa mère, pendant que Samuel Culverwell et Ezekiel Culverwell furent leurs frères.